# 李儀 (弘治進士)
李儀（1460年—1517年），字公著，號虛息，應天府上元縣人，民籍，明朝政治人物。

## 生平
弘治五年（1492年）壬子科應天鄉試第六十一名舉人，六年（1493年）中式癸丑科會試第二百七十一名，三甲第一百零一名進士。历任江西新昌县、山东冠县知县，升成都府同知，致仕归，家居七年，年五十八卒。

## 著作
著有《虛息稿》藏于家。

## 家族
曾祖李福；祖父李惟善；父李暹，母金氏；繼母朱氏。具慶下。兄李傑；李倫，欽天監陰陽生。